# マルタン・ピエール・マルシック
マルタン・ピエール・ジョゼフ・マルシック（Martin Pierre Joseph Marsick, 1847年3月9日 - 1924年10月21日）は、ベルギーのヴァイオリニスト、作曲家、教育者。
彼が所有していたヴァイオリンはアントニオ・ストラディヴァリが1705年に製作したもので、以降マルシック・ストラディヴァリウスとして知られるようになった。1966年から1974年にこの楽器を使用していたのはダヴィッド・オイストラフであった。
マルシックの兄弟であるルイ・フランソワの息子、すなわち甥にあたるアルマンは20世紀の著名なヴァイオリニストであった。

## 生涯
マルシックはジュピーユ＝シュル＝ムーズに生まれた。1854年、7歳でリエージュ王立音楽院に入学を許可された彼はデジレ・ヘインベルク（Désiré Heynberg, 1831年 – 1898年）にヴァイオリンを師事した。1864年にゴールド・メダルを受賞して卒業すると、ブリュッセルでユベール・レオナールの下で研鑽を続け、1868年にはパリ音楽院でランベール・マサールの門下に入った。
1871年、マルシックは新たに設立されたパリの国民音楽協会に加わるとともに弦楽四重奏団を創設した。1875年から1895年にかけてはシャルル・ラムルー、ジュール・パドルー、エドゥアール・コロンヌといったパリを代表する指揮者と共演し、ヨーロッパやアメリカへの演奏旅行も行った。また、彼はヨーゼフ・ヨアヒムとも共演しており、チェリストのアナトーリー・ブランドゥコーフ、ピアニストのヴラディーミル・ド・パハマンとのピアノ・トリオとしても活躍した。
1892年から1900年の間、マルシックはパリ音楽院で教鞭を執りフレッシュ・カーロイ、ジャック・ティボー、ジョルジェ・エネスクらを育てた。1900年、彼は1872年に結婚した妻のベルテ・マルシック（Berthe、旧姓モロー Mollot、1848年 - 1923年、1910年離婚）や門弟を置き去りにし、既婚女性と国外へ駆け落ちした。その女性は夫の元に戻り、マルシックも1903年にパリへ帰ったものの、このスキャンダルによって損なわれたキャリアは回復することなく、彼は貧困の中パリで生涯を閉じることになった。

## 教育活動
弟子の一人であるジャック・ティボーによれば、レッスンのたび生徒たちに新しいエチュードを渡していた。また、ピアノで伴奏を弾いたり、ヴァイオリンで即興の伴奏をつけたりした。ティボーはマルシックが重視していたものとして「運弓をする際に、ぶれない確実な音程で、均質な音色を保って、響きのある音色をつくれること」をあげている。

## 主要作品
マルシックは1906年に指使いの教則本集『Eureka』を刊行、1924年には『La Grammaire du violon』を出版している。これらの他に、彼は弦楽合奏とフルート、クラリネットのための七重奏曲『Souvenir de Naples』、1曲のピアノ三重奏曲、リリック・ドラマ『Le Puits』などを作曲した。

### 舞台作品

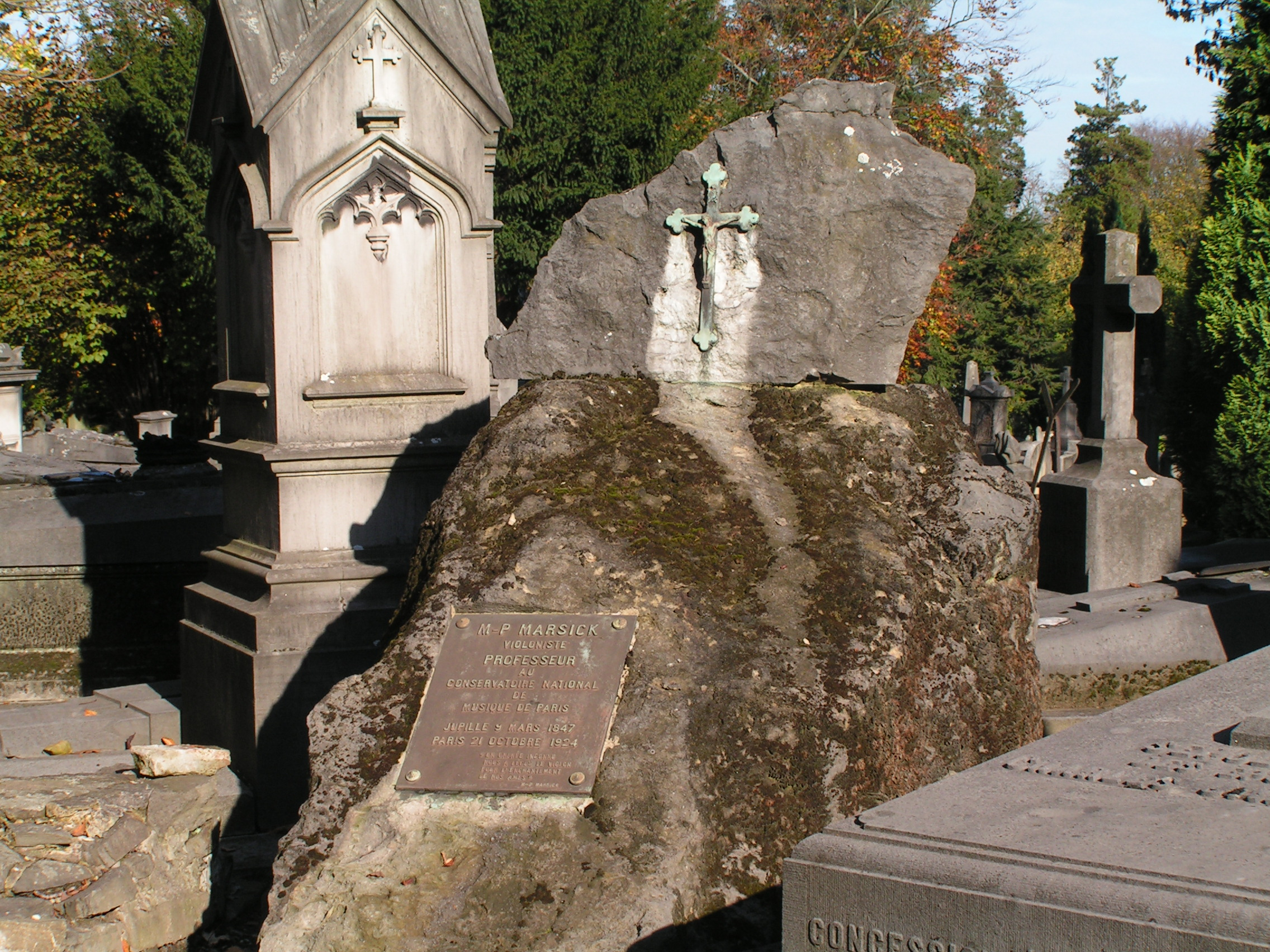
ロベルモン墓地（Robermont）にあるマルシックの墓

- リリック・ドラマ『Le Puits』 （1900年頃）; オーギュスト・ドルシャン（フランス語版）のリブレット

### 室内楽曲
- ヴァイオリンとピアノのための『Rêverie』 ロ長調 （1879年）
- ヴァイオリンとピアノのための『2つの小品』 Op.6 （1879年）
  1. アダージョ
  2. スケルツァンド
- ヴァイオリン、ピアノと任意のオルガンのための『Pater noster』 Op.7 （1882年）
- ヴァイオリン、チェロとピアノのための『3つの作品』 Op.8 （1882年）
  - 3. カプリチオーソ イ短調
- ヴァイオリンとピアノのための『アンブロワーズ・トマのフランソワーズ・ド・リミニのバレエのエア』の2つの編曲 （1883年）
  1. アダージョとカプリッチョ
  2. パストラル、スケルツォ、ハバネラ
- ヴァイオリン、ピアノまたは弦楽四重奏のための『Rêverie No. 2』 Op.15 （1885年）
- ヴァイオリンとピアノのための『Song』 Op.16 （1891年）
- ヴァイオリンとピアノのための『タランテラ』 Op.19 （1897年）
- ヴァイオリンとピアノのための『夜想曲』 Op.20 （1897年）
- ヴァイオリンとピアノのための『Poème d'été』 Op.24 （1900年）
  1. Captivante
  2. Exaltation
  3. Attente
  4. Valse triomphe
- ヴァイオリンとピアノのための『Fleurs des cimes』 Op.25
- ヴァイオリンとピアノのための『Valencia (au gré des flots)』 Op.26
- ヴァイオリンとピアノのための『Les Hespérides』 Op.27
- ヴァイオリンとピアノのための『Petites fleurs musicales de l'âme』 （1901年）
- ヴァイオリンとピアノのための『Petite romance expressive』 Op.32 （1901年）
- 2つのヴァイオリン、ヴィオラ、チェロ、コントラバス、フルートとクラリネットのための『Souvenir de Naples』 Op.33
- ピアノ四重奏曲 Op.43
- ヴァイオリンとピアノのための詩曲『Au pays du soleil』

### 教則本
- Eureka!, Mécanisme nouveau pour "se mettre en doigts" en quelques minutes （分かった！新しいテクニックの練習） Op.34 （1905年）
- La Grammaire du violon （1924年）